# Portiranhas
Portiranhas (en francès Portiragnes) és un municipi occità del Llenguadoc situat al departament de l'Erau, a la regió d'Occitània.